# وایت پلین (کنتاکی)
وایت پلین (به انگلیسی: White Plains) شهری در ایالت کنتاکی کشور ایالات متحده آمریکا است که جمعیت آن در سرشماری سال ۲۰۱۰ میلادی، ۸۸۴ نفر بوده‌است.